# شهرستان یلیزوفسکی
شهرستان یلیزوفسکی (به لاتین: Yelizovsky District) یک شهرستان در روسیه است که در سرزمین کامچاتکا واقع شده‌است.